# Pagan metal
Pagan metal é um subgênero do heavy metal que funde o metal extremo com "tradições pré-cristãs  de uma cultura específica ou região" através de conceito temático, melodias rústicas,  instrumentos incomuns ou linguagens arcaicas, usualmente referindo ao folk metal ou black metal. A banda norueguesa In the Woods... é uma das primeiras bandas  comumente vistas como pagan metal. O autor Marc Halupczok da Metal Hammer escreveu que a canção primordial  "To Enter Pagan"  da demo  "Dark Romanticism"  contribuiu para definir o gênero.

## Características
O pagan metal é "mais uma temática do que um gênero" e consequentemente as bandas tendem a ser "amplamente diferentes" umas das outras. O baixista Jarkko Aaltonen da banda Korpiklaani nota que bandas que cantam sobre "viquingues ou outras tribos antigas de pessoas são todas rotuladas como pagãs", independentemente se elas usam instrumentos folk. Heri Joensen expressou uma descrição similar  do pagan metal como bandas que cantam sobre "tradições europeias pré-cristãs, sejam históricas ou mitológicas", e nota que é "extremamente diverso musicalmente porque é mais relativo às letras do que à música". Alguns grupos são conhecidos por serem "alegres e espirituosos" enquanto outros são "sombrios e macabros". Os estilos vocais vão desde "cantos melódicos até bramidos inumanos" e enquanto alguns grupos cantam em seu respectivo idioma, outros cantam em inglês.
Bandas de pagan metal são frequentemente associadas ao viking metal e folk metal. Nomes como Moonsorrow e Kampfar têm se identificado como próprias desses três gêneros.

## Lista de bandas
| Banda           | País             | Formação | Notas                       |
| --------------- | ---------------- | -------- | --------------------------- |
| Amorphis        | Finlândia        | 1990     | [ 10 ]                      |
| Arkona          | Rússia           | 2002     | [ 11 ]                      |
| Bathory         | Suécia           | 1983     | [ 7 ] [ 12 ]                |
| Chthonic        | Taiwan           | 1995     | [carece de fontes?]         |
| Eluveitie       | Suíça            | 2002     | [ 1 ]                       |
| Ensiferum       | Finlândia        | 1995     | [ 1 ]                       |
| Finntroll       | Finlândia        | 1997     | [ 1 ]                       |
| Forefather      | Inglaterra       | 1997     | [ 13 ]                      |
| In the Woods... | Noruega          | 1992     | [ 3 ] [ 4 ]                 |
| Kampfar         | Noruega          | 1994     | [ 9 ]                       |
| Korpiklaani     | Finlândia        | 2003     | [ 1 ]                       |
| Melechesh       | Israel           | 1993     |                             |
| Moonsorrow      | Finlândia        | 1995     | [ 8 ]                       |
| Primordial      | Irlanda          | 1991     | [ 1 ] [ 5 ]                 |
| Satarial        | Rússia           | 1993     |                             |
| Skyclad         | Inglaterra       | 1990     | [ 14 ]                      |
| Skyforger       | Letônia          | 1995     | [ 15 ] [ 16 ] [ 17 ] [ 18 ] |
| Suidakra        | Alemanha         | 1994     | [ 19 ]                      |
| Temnozor        | Rússia           | 1996     |                             |
| Turisas         | Finlândia        | 1997     | [ 1 ]                       |
| Týr             | Ilhas Faroé      | 1998     | [ 1 ]                       |
| Welicoruss      | República Tcheca | 2005     | [ 20 ]                      |
| Wild Hunt       | Brasil           | 2008     | [carece de fontes?]         |
| Wintersun       | Finlândia        | 2003     |                             |
| Wolfchant       | Alemanha         | 2003     |                             |